# Antoine Dufour
Antoine Dufour (L'Épiphanie, 1979) è un chitarrista fingerstyle canadese.

## Biografia
Il primo incontro tra Dufour e una chitarra avviene all'età di 15 anni, e da allora non abbandona più lo strumento. Dopo aver studiato alla CEGEP a Joliette, in Québec, si innamora della musica di maestri come Leo Kottke, Don Ross e Michael Hedges e decide di studiare assiduamente per comporre musica fingerstyle come quella.

### NaissanceeDevelopment(2005-2007)
Nel 2005 partecipa al Canadian Guitar Festival's Fingerstyle Guitar Championship dove ottiene un ottimo secondo posto. Grazie a questo risultato, ottiene un contratto discografico con la CandyRat Records con cui lo stesso anno pubblica il suo primo album intitolato Naissance che riscuote un buon riscontro di critica ma un tiepido numero di vendite. L'anno successivo partecipa nuovamente alla competizione canadese e questa volta la vince, facendosi conoscere maggiormente nel panorama musicale nordamericano. Lo stesso anno partecipa anche al International Finger Style Guitar Championship a Winfield in Kansas dove si classifica terzo. Sempre nel 2006, Dufour pubblica il suo secondo lavoro in studio: Development.

### ExistenceeStill Strings(2008-2009)
Nel 2008, Dufour pubblica il suo terzo album intitolato Existence. Il disco include alcuni pezzi che raggiungono un immediato successo, in particolare su YouTube come 30 Minutes In London, Catching The Light e Mother. Sempre nel 2008 pubblica uno split DVD con il suo compagno di etichetta Andy McKee, contenente otto brani a testa. Le collaborazioni di Antoine non terminano e l'anno successivo esce nei negozi Still Strings, album composto insieme a Tommy Gauthier, famoso violinista canadese. L'album contiene sia canzoni originali che cover come Catherine di Don Ross.

### ConvergenceseSound Pictures(2010-2012)
Dopo un anno di pausa, nell'aprile 2010 Dufour pubblica negli store fisici e digitali il suo quinto album in studio intitolato Convergences, composto da un CD con 12 tracce inedite di cui 4 cover: Spirits In The Material World dei The Police, Hide And Seek di Imogen Heap, South Side Of The Sky degli Yes e Life In Technicolor dei Coldplay. La sua produzione però non si ferma e nel maggio 2011 esce Sound Pictures, sesto lavoro che contiene 7 pezzi in studio e 2 registrati dal vivo. Dopo l'uscita del disco, che ottiene ottimo successo, intraprende un tour in tutti gli Stati Uniti.

### Pausa,Talk,1979eBack & Forth(2013-2017)
Successivamente al tour per la promozione di Sound Pictures, Dufour annuncia una pausa dal lungo tour americano per dedicarsi alla composizione di nuove tracce per un album futuro. Nel dicembre 2015, pubblica sugli store digitali una cover fingerstyle di Talk dei Coldplay e, nel luglio 2016, pubblica la cover di 1979 degli Smashing Pumpkins. Durante l'anno, avvia inoltre una campagna di fundraising su Indiegogo per permettere la pubblicazione del suo settimo album Back & Forth. Dopo pochi mesi la campagna raggiunge e supera la soglia prefissata raggiungendo oltre 14.000 dollari. Grazie a tale risultato, Dufour annuncia l'uscita del nuovo lavoro per il 31 marzo 2017. L'album contiene nel primo CD 13 brani inediti, mentre il secondo propone le stesse tracce in versione elettronica.

## Influenze e strumentazione
Il suo stile è influenzato da chitarristi quali Michael Hedges, Don Ross, Preston Reed, Tommy Emmanuel e Andy McKee.
Una parte integrante dello stile di Dufour è l'uso di accordature aperte, con un forte uso di harmonics e slap. Nota è la sua tendenza a legare alla paletta, vicino al capotasto, sotto le corde una bandana o un foulard che ha la funzione di silenziare le corde all'altezza della paletta. Antoine è solito tenere lezioni di chitarra su Skype a pagamento e, oltre alla carriera da musicista, è anche un affermato produttore.
Attualmente, Dufour utilizza la seguente strumentazione:
- Chitarra Mario Beauregard Orchestral
- Chitarra Stonebridge GS-23-CR
- Chitarra Jumbo Larivee
- Harp-Guitar Duane Noble
- Corde Ernie Ball Aluminum Bronze
- Capotasti Spidercapo
- Pick-up K&K Sound (interni)
- Preamplificatore Phil Jones

## Discografia

### Album in studio
- 2005 - Naissance
- 2006 - Development
- 2008 - Existence
- 2009 - Still String (con Tommy Gauthier)
- 2010 - Convergences
- 2011 - Sound Pictures
- 2017 - Back & Forth

## Videografia
- 2007 - McKee Dufour - Live DVD (con Andy McKee)
- 2008 - Antoine Dufour / Craig D'Andrea / Peter Ciluzzi